# Gaudiosa

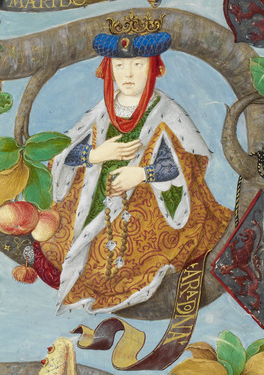
Gaudiosa das Astúrias, em iluminura da Genealogia dos Reis de Portugal (1530-1534).

Gaudiosa (Cosgaya, Cantábria, 695 - 737) foi rainha consorte das Astúrias pelo seu casamento com Pelágio das Astúrias, primeiro Rei das Astúrias.

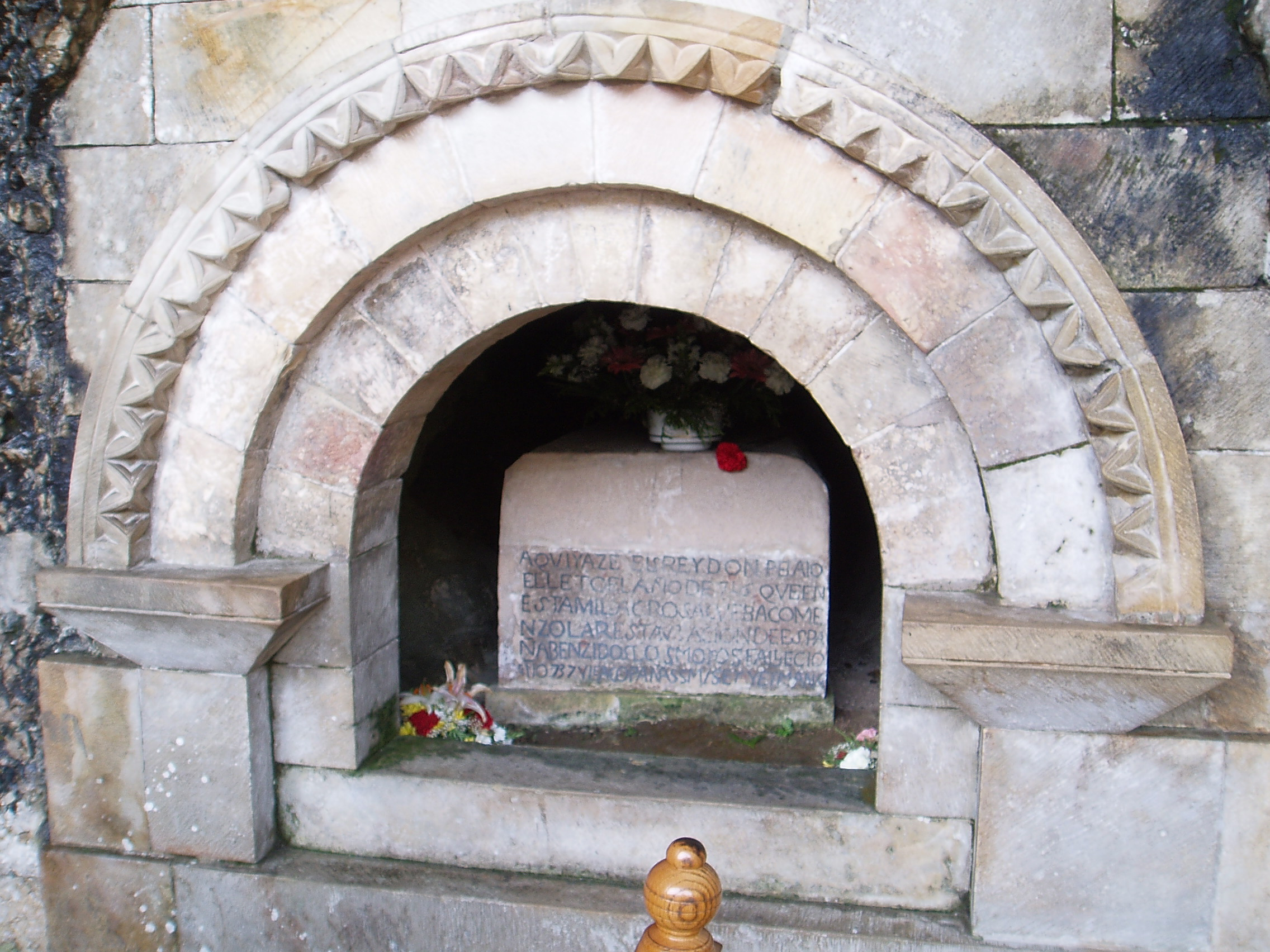
Túmulo do Rei Pelágio das Astúrias e de sua esposa Gaudiosa na Basílica de Covadonga.

## Casamento e Descendência
De Pelágio das Astúrias teve:
- Fávila das Astúrias (?-739) foi o segundo rei das Astúrias.
- Ermesinda (?-?) casou-se com Afonso I das Astúrias, terceiro Rei das Astúrias